# Palaeopycnogonides
Palaeopycnogonides – wymarły rodzaj kikutnic z rzędu Pantopoda, jedyny z monotypowej rodziny Palaeopycnogonidae. Obejmuje tylko jeden opisany gatunek, Palaeopycnogonides gracilis. Żył w jurze.

## Taksonomia i ewolucja
Rodzaj i gatunek typowy opisane zostały po raz pierwszy w 2007 roku przez Sylvaina Charbonniera, Jean Vanniera i Bernarda Riou na łamach „Proceedings of the Royal Society B”. Opisu dokonano na podstawie datowanych na wczesny kelowej skamieniałości odnalezionych w La Voulte Lagerstätte na terenie Ravin des Mines w pobliżu La Boissine w gminie La Voulte-sur-Rhône francuskiego departamentu Ardèche. Nazwa rodzajowa to połączenie członu palaeo-, oznaczającego „pradawny”, z nazwą naukową kikutnic (Pycnogonida). Epitet gatunkowy oznacza po łacinie „smukły” i odnosi się nie tylko do kształtu zwierzęcia, ale także do poziomu Macrocephalites gracilis (ang. Gracilis ammonite Biozone), w którym odnaleziono materiał typowy. Charbonnier i inni wspominają w publikacji ponad 50 okazów przyporządkowanych do P. gracilis, z których trzy wyznaczono paratypami. Prowadząca do pirytyzacji działalność bakterii połączona z szybkim zagrzebaniem szczątków w środowisku beztlenowym doprowadziła do zachowania w tych skamieniałościach trójwymiarowej budowy ciała, włącznie z częściami miękkimi. W 2023 roku Romain Sabroux, Gregory D. Edgecombe, Davide Pisani i Russell J. Garwood dokonali na łamach „Papers in Palaeontology” redeskrypcji taksonu dzięki wykorzystaniu nieużytych przez wcześniejszych autorów technik – obrazowania z przekształceniem odbicia (RTI) oraz rentgenowskiej mikrotomografii komputerowej.
Autorzy oryginalnego opisu uznali Palaeopycnogonides za przypuszczalnego przedstawiciela rodziny Ammotheidae, odpowiadającej Ascorhynchoidea w klasyfikacji Rogera Bambera, wskazując jednak także na podobieństwa z Pycnogonidae z nadrodziny Pycnogonoidea. W 2007 roku Bamber zaklasyfikował omawiany rodzaj do podrodziny Palaeoendeinae z rodziny Endeidae w obrębie Phoxichilidoidea, sugerując nawet że Palaeopycnogonides może być synonimem Palaeoendeis. W 2023 roku Sabroux i inni zreinterpretowali niektóre struktury opisane przez Charbonniera i innych oraz zdecydowali się na utworzenie dla Palaeopycnogonides nowej, monotypowej rodziny Palaeopycnogonidae w obrębie rzędu Pantopoda. Jako możliwych bliskich krewnych tejże wskazali oni Pycnogonidae, Endeidae lub rodzaj Queubus.

## Morfologia
Kikutnica ta osiągała do około 18 mm długości ciała i do około 67 mm rozpiętości odnóży. Korpus miała przysadzisty. Cefalosoma (część głowowa) była około dziewięciokrotnie krótsza od sumarycznej długości ryjka i tułowia. Nie stwierdzono obecności szczękoczułków (cheliforów) – musiały być zredukowane do postaci niewyraźnej lub całkiem zanikłe. Na przedzie cefalosomy, w pobliżu nasady ryjka obecna była nabrzmiałość. Charbonnier i inni interpretowali ją jako jednoczłonowe, zdrobniałe chelifory, jednak wg Sabroux i innych nie była parzysta. Kolejna, kopulasto sklepiona nabrzmiałość leżała pośrodku grzbietowej strony cefalosomy, i ją Charbonnier i inni interpretowali jako wzgórek oczny, choć same oczy nie są na skamieniałościach dostrzegalne. Wg Sabroux i innych najprawdopodobniej to przednia nabrzmiałość stanowiła wzgórek oczny, podczas gdy środkowa była ornamentacją podobną do tej obecnej u niektórych gatunków z rodzajów Dromedopycnon i Pycnogonum. Przyjęcie środkowej nabrzmiałości jako wzgórka ocznego rodziłoby problem w interpretacji nabrzmiałości przedniej – podobnej cechy brak u jakichkolwiek innych kikutnic. Ryjek był krótki, walcowaty, u nasady lekko nabrzmiały, na wierzchołku zaokrąglony, wyposażony w odsiebnie umieszczony, okrągłego kształty otwór gębowy. Ryjek przypuszczalnie był ruchliwy, o czym świadczy ustawienie go pod różnymi kątami u różnych okazów. Nogogłaszczki nie występowały lub były silnie zredukowane. Przynajmniej u jednej płci występowały owigery, przypuszczalnie zbudowane z dziesięciu członów. Wskutek kolankowatego zagięcia między rzepką a udem ich forma była V-kształtna podobnie jak u Ammotheidae, Nymphonidae i Colossendeidae, inaczej zaś niż u Pycnogonidae i Endeidae. Odnóża kroczne obecne były w liczbie czterech par, z których pierwsza leżała na cefalosomie, a pozostałe na tułowiu. Wszystkie były podobne, stosunkowo tęgie, zbudowane z dziewięciu członów, z których ostatni tworzył pojedynczy pazur. Tułów był przysadzisty, całkowicie podzielony na trzy prawie walcowate segmenty. Wyrostki boczne stykały się podstawami, dalej będąc oddzielonymi na mniej niż jedną swoją średnicę i miały zaokrąglone guzki grzbietowe w częściach odsiebnych. Odwłok był niewidoczny od strony grzbietowej. Po stronie brzusznej skamieniałości widoczna jest na ostatnim segmencie tułowia nabrzmiałość z dołkiem, które przypuszczalnie stanowiły przesunięty brzusznie (zwentralizowany) odwłok oraz odbyt.

## Paleoekologia
Zwierzę to zamieszkiwało górną część strefy batialnej stromych stoków kontynentalnych na zachodnich obrzeżach Tetydy, umieszczonych nad czynnym uskokiem La Voulte. Występowało przypuszczalnie na głębokości około 200 m. Przystosowana do kroczenia po mulistym dnie budowa odnóży świadczy, że wchodziło w skład epibentosu. Osobniki Palaeopycnogonides cechowały się towarzyskością, tworząc zgrupowania o zagęszczeniu około 55 osobników na m². Ich pokarmem mogły być wężowidła, wieloszczety i drobne małże, których skamieniałości licznie współwystępują z tymi Palaeopycnogonides. Poza nimi w środowisku tym żyły pancerzowce z nadrodziny Erynoidea, przedstawiciele Thylacocephala o silnie zredukowanych oczach, frędzlikowce i wampirzyce.